# Athittayawong
Phra Athittayawong (thaï : พระอาทิตยวงศ์) (1618-1629) est le dernier roi de la dynastie Sukhothaï des rois d'Ayutthaya. Il régna en 1629 pendant 38 jours avant d'être assassiné lors du coup d'État de Prasat Thong. Fils du roi Songtham, le jeune prince accède alors au trône sous la régence de Sri Suriyawong (Thaï : ออกญาศรีสุริยวงศ์). Ce dernier réussit à convaincre la noblesse de lui donner les pleins pouvoirs et de le faire couronner. La cohabitation est jugée impossible et Athittayawong est exécuté en 1629 au Wat Kok Phraya. L'accession au trône de Sri Suriyawong, qui prendra le nom de Prasat Thong, marque ainsi la fin de la dynastie Sukhothaï.